# San Lorenzo del Vallo
San Lorenzo del Vallo este o comună din provincia Cosenza, regiunea Calabria, Italia, cu o populație de 3.100 locuitori (1 ianuarie 2023) și o suprafață de 22,93 km².

## Demografie
San Lorenzo del Vallo - evoluția demografică

|  | Graficele sunt indisponibile din cauza unor probleme tehnice. Mai multe informații se găsesc la Phabricator și la wiki-ul MediaWiki. |

Date: Recensăminte sau birourile de statistică - grafică realizată de Wikipedia